# Radosław Cierzniak
Radosław Cierzniak (ur. 24 kwietnia 1983 w Szamocinie) – polski piłkarz, występujący na pozycji bramkarza, jednokrotny reprezentant Polski.

## Kariera klubowa
Cierzniak piłkarską karierę rozpoczynał w Sokole Szamocin. Następnie występował kolejno w: MSP Szamotułach, Obrze Kościan, Sparcie Oborniki, Wołyniu Łuck, Karpatach Lwów, Stomilu Olsztyn i Aluminium Konin. W latach 2004–2006 był podstawowym zawodnikiem Amiki Wronki w której barwach rozegrał 36 meczów w Ekstraklasie (debiutował 20 kwietnia 2005 w meczu z Odrą Wodzisław Śląski). W rundzie jesiennej sezonu 2006/2007 reprezentował barwy Lecha Poznań (po fuzji Amiki z Lechem). W Kolejorzu nie mógł znaleźć miejsca w podstawowym składzie co spowodowało, że zimą 2007 roku podpisał kontrakt z Koroną Kielce. W złocisto–krwistych barwach zadebiutował 25 marca w meczu Pucharu Ekstraklasy z Górnikiem Łęczna. We wrześniu 2010 przebywał na testach w Watford F.C., jednak ostatecznie pozostał w Kielcach.
W styczniu 2011 podpisał dwuipółletni kontrakt z cypryjskim Alki Larnaka. W tamtejszej pierwszej lidze zadebiutował 23 stycznia 2011 w meczu z AEK-iem Larnaka. W lutym 2012 został zawodnikiem Cracovii. Zanim jednak trafił do tego klubu podpisał obowiązujący od początku sezonu 2012/2013 kontrakt z Dundee United F.C. W Scottish Premiership debiutował 5 sierpnia 2012 w wygranym 3:0 meczu z Hibernian. Przez trzy sezony był podstawowym bramkarzem Dundee – w jego barwach rozegrał łącznie, biorąc pod uwagę wszystkie rozgrywki, 135 spotkań w tym 33 zachowując czyste konto. W lipcu 2015 powrócił do Polski i podpisując roczny kontrakt przeszedł do Wisły Kraków. W jej barwach rozegrał 21 ligowych spotkań, otrzymując za nie znakomite recenzje. 30 stycznia 2016 podpisał obowiązujący od nowego sezonu kontrakt z Legią Warszawa, w wyniku czego został przez krakowski klub karnie oddelegowany do drużyny rezerw. W obawie przed zachowaniem pseudokibiców Białej Gwiazdy, w okresie treningów z drugą drużyną chroniony był przez policję. 2 marca 2016 na wniosek Radosława Cierzniaka, Izba ds. Rozwiązywania Sporów Sportowych przy Polskim Związku Piłki Nożnej, rozwiązała z winy klubu jego kontakt z Wisłą, nadając orzeczeniu rygor natychmiastowej wykonalności. 7 marca 2016 został zawodnikiem Legii Warszawa, występował w niej do zakończenia sezonu 2020/2021. Ostatni mecz w karierze rozegrał 16 maja 2021, symbolicznie wchodząc na boisko w drugiej połowie meczu ostatniej kolejki Ekstraklasy przeciwko Podbeskidziu Bielsko-Biała.

## Kariera reprezentacyjna
Cierzniak ma za sobą występy w reprezentacjach młodzieżowych. 7 lutego 2009 roku zadebiutował w seniorskiej reprezentacji Polski w towarzyskim meczu z Litwą (1:1). W 26 minucie został pokonany przez Arūnasa Klimavičiusa.
| Lp. | Data       | Miejsce          | Przeciwnik | Rezultat | Rozgrywki  | Grał   |
| --- | ---------- | ---------------- | ---------- | -------- | ---------- | ------ |
| 1.  | 07.02.2009 | Faro, Portugalia | Litwa      | 1:1      | towarzyski | do 45' |

## Sukcesy

### Legia Warszawa
- Mistrzostwo Polski: 2016/2017, 2017/2018, 2019/2020, 2020/2021
- Puchar Polski: 2015/2016, 2017/2018